# Стець Юлія Ярославівна
Ю́лія Яросла́вівна Стець (нар. 31 березня 1991) — українська футболістка та футзалістка, нападниця команди «Полісся».

## Клубна кар'єра
На поле у складі професійної команди Юля Стець вперше вийшла у віці 11 років.  Незабаром її перевели у старшу групу. Грала у херсонській «Южанці», яку тоді тренували брати Володимир та Олексій Борщенки.
Коли дівчині виповнилося 16 років їй запропонували грати за новостворену команду «Ятрань» з Умані, яка у тому сезоні збиралася дебютувати у чемпіонаті України. Автором першого голу команди в офіційних матчах стала саме Юлія Стець. Вона забила єдиний та переможний м'яч у матчі проти «Доннечанки-ЦПОР», який проходив у Донецьку. Загалом у складі команди «Ятрань» Стець провела чотири роки.
У 2012 році у кар'єрі гравчині розпочався період  виступів за білоруські команди. Юлію Стець покликали у клуб «Університет» з Вітебську. Через рік українська гравчиня перейшла до мінської «Зорці БДУ», а ще через рік пограла у «Бобручанці». За цей час Стець отримала багато травм. Коли повернулась до України рік взагалі не грала у футбол.
У 2016 році Юлії Стець запропонували долучитися до команди «Восход», яка виступала на той момент у першій лізі. У складі «Восходу» Стець виграла золоті медалі у сезоні 2017/18 років та разом з командою здобула право на виступи у вищій лізі. В еліті жіночого футболу України «Восход» дебютував 5 серпня 2018 року переможним (3:1) виїзним поєдинком 1-о туру проти уманських «Пантер». Юлія Стець стала не тільки авторкою дебютного для колективу зі Старої Маячки голу у вищій лізі, а і оформила у тому матчі хет-трик. Загалом Стець відіграла за «Восход» чотири роки. За цей час вона двічі ставала бронзовим призером вищої ліги у сезонах 2018/19 та 2019/20 років та грала у фіналі кубка країни у сезоні 2018/19.
У 2020 році Стець покликали виступати у Вірменії. У тамтешній команді «Хайяса» Юлія відіграла один сезон, за результатами якого стала чемпіонкою місцевої вищої ліги та вперше взяла участь у Лізі чемпіонів УЄФА. 
Після повернення до України ще чотири місяці пограла у складі «Восходу». Після повномасштабного російського вторгнення деякий час провела у окупації. 
У 2022 році Юлія долучилась до команди «Ладомир». Там Стець в парі з Вікторією Гірин стала головною бомбардирською ламкою команди з Волині. 
У лютому 2025 року на турнирі Women's Winter Cup Юлія Стець виступала у складі житомирського «Полісся». В березні того ж року на офіційному сайті клубу Стець було офіційно представлено як нову гравчиню команди.
18 березня 2025 року в дебютній офіційній грі у футболці житомирської команди Стець оформила хет-трик, забивши тричі у ворота «ЕМС-Поділля». 26 березня Юлія Стець відзначилась забитим м'ячем у воротах «Кривбасу» вже на 15 секунді матчу. Цей гол став одним з найшвидших голів в історії чемпіонатів України. По закінченю сезону Стець стала кращою бомбардиркою чемпіонату, в її активі було 18 забитих м'ячів.

## Досягнення
- Вища ліга Вірменії
  -  Чемпіон (1): 2020/21
- Вища ліга Білорусі
  -  Срібний призер (1): 2014
- Вища ліга України
  -  Бронзовий призер (2): 2018/19, 2019/20

- Перша ліга України
  -  Чемпіон (1): 2017/18

- Кубок Білорусі
  -  Фіналіст (1): 2014

- Кубок України
  -  Фіналіст (1): 2018/19